# Kristin Kögel
Kristin Kögel (Neu-Ulm, 21 september 1999) is een voetbalspeelster uit Duitsland. Ze speelt als aanvaller voor Bayer 04 Leverkusen in de Bundesliga.

## Clubcarrière
Kristin Kögel begon in haar jeugdjaren bij amateurclub TSV Neu-Ulm, waar ze alle jeugdteams doorliep. Vanaf het seizoen 2014/15 ging ze meevoetballen bij het tweede elftal van SV Alberweiler in de B-junioren Bundesliga Zuid. Tot het einde van het seizoen 2015/16 kwam Kögel 37 wedstrijden in actie voor SV Alberweiler waarin ze 28 keer tot scoren kwam.
In het seizoen 2016/17 vertrok Kögel naar SV Sindelfingen waarmee ze uitkwam in de 2de Bundesliga Zuid. Ze maakte haar debuut op 28 agustus 2016 in een 1-0 uitoverwinning op TSV Crailsheim. Een week daarvoor had Kögel al haar debuut voor de club gemaakt in een DFB Pokal wedstrijd tegen Allemania Aachen die met 8-0 gewonnen werd. In deze wedstrijd kwam Kögel drie keer tot scoren.
FC Bayern München contracteerde Kögel voorafgaande aan het seizoen 2017/18. Kögel speelde haar wedstrijden vooral voor het tweede elftal van de club uit München. Ze kwam tot twintig wedstrijden in de 2de Bundesliga Zuid waarin ze vier keer tot scoren kwam. Op 7 oktober 2017 maakte Kögel haar debuut voor het eerste elftal van FC Bayern München in een DFB Pokal tegen Kögel's oude club SV Alberweiler. Het debuut van Kögel in de Bundesliga volgde op 29 september 2019 in een 4-0 thuisoverwinning op MSV Duisburg.
Op 14 juli 2020 werd bekend dat Kögel een tweejarig contract had ondertekend bij competitiegenoot Bayer 04 Leverkusen. In een uitwedstrijd tegen SC Freiburg op 6 september 2020 maakte Kögel haar debuut voor de club uit de Duitse deelstaat Noordrijn-Westfalen door in de basis te beginnen. In een uitwedstrijd tegen FC Carl Zeiss Jena maakte Kögel haar eerste doelpunt in de Bundesliga.

## Statistieken
| Seizoen | Club                 | Competitie     | Competitie | Competitie | Beker | Beker | Overig | Overig | Totaal | Totaal |
| Seizoen | Club                 | Competitie     | Wed.       | Dlp.       | Wed.  | Dlp.  | Wed.   | Dlp.   | Wed.   | Dlp.   |
| ------- | -------------------- | -------------- | ---------- | ---------- | ----- | ----- | ------ | ------ | ------ | ------ |
| 2016/17 | SV Sindelfingen      | 2de Bundesliga | 20         | 2          | 0     | 0     | 0      | 0      | 20     | 2      |
| 2017/18 | FC Bayern München II | 2de Bundesliga | 20         | 5          | 1     | 0     | 0      | 0      | 21     | 5      |
| 2018/19 | FC Bayern München II | 2de Bundesliga | 24         | 8          | 0     | 0     | 0      | 0      | 24     | 8      |
| 2019/20 | FC Bayern München II | 2de Bundesliga | 13         | 0          | p     | 0     | 0      | 0      | 13     | 0      |
| 2019/20 | FC Bayern München    | Bundesliga     | 1          | 0          | 1     | 0     | 0      | 0      | 2      | 0      |
| 2020/21 | Bayer 04 Leverkusen  | Bundesliga     | 19         | 0          | 1     | 0     | 0      | 0      | 20     | 0      |
| 2021/22 | Bayer 04 Leverkusen  | Bundesliga     | 19         | 2          | 4     | 0     | 0      | 0      | 23     | 2      |
| 2022/23 | Bayer 04 Leverkusen  | Bundesliga     | 20         | 4          | 2     | 3     | 0      | 0      | 22     | 7      |
| 2023/24 | Bayer 04 Leverkusen  | Bundesliga     | 19         | 4          | 3     | 2     | 0      | 0      | 22     | 6      |
| Totaal  | Totaal               | Totaal         | 155        | 25         | 12    | 5     | 0      | 0      | 167    | 30     |

Bijgewerkt t/m 1 mei 2024.

## Interlandcarriere
Kristin Kögel is als jeugdinternational van Duitsland onder 17 uitgekomen op het WK 2016 en het EK 2017. Met Duitsland onder 20 nam ze deel aan het WK 2018 in Frankrijk. Op dit toernooi speelde Kögel twee wedstrijden waarin ze eenmaal tot scoren kwam.
1 Voll ·
2 Ostermeier ·
3 Friedrich ·
4 Bragstad ·
5 Levels ·
6 Piljić ·
7 Kramer ·
8 Bartz ·
9 Kehrer ·
10 Hansen ·
11 Kögel ·
12 Mickenhagen ·
13 Haim ·
14 Bragstad ·
16 Zdebel ·
17 Jorde ·
18 Vilhjálmsdóttir ·
19 Bender ·
20 Gonzalez ·
21 Marin ·
23 Bodoy ·
24 Turányi ·
27 Repohl ·
28 Menglu ·
27 Daedelow ·
34 Moll ·
56 Vidal ·
Coach: Pätzold